# شفرة السيد الشبح
شفرة السيد الشبح (بالإنجليزية: Blade of the Phantom Master)‏ هو مانهوا كورية جنوبية- يابانية تدور أحداثها في كوريا القديمة نشرت في الفترة من 2001 حتى 2007 وتم تحويلها لفيلم أنمي عرض في 2004.